# Beweismittelkette

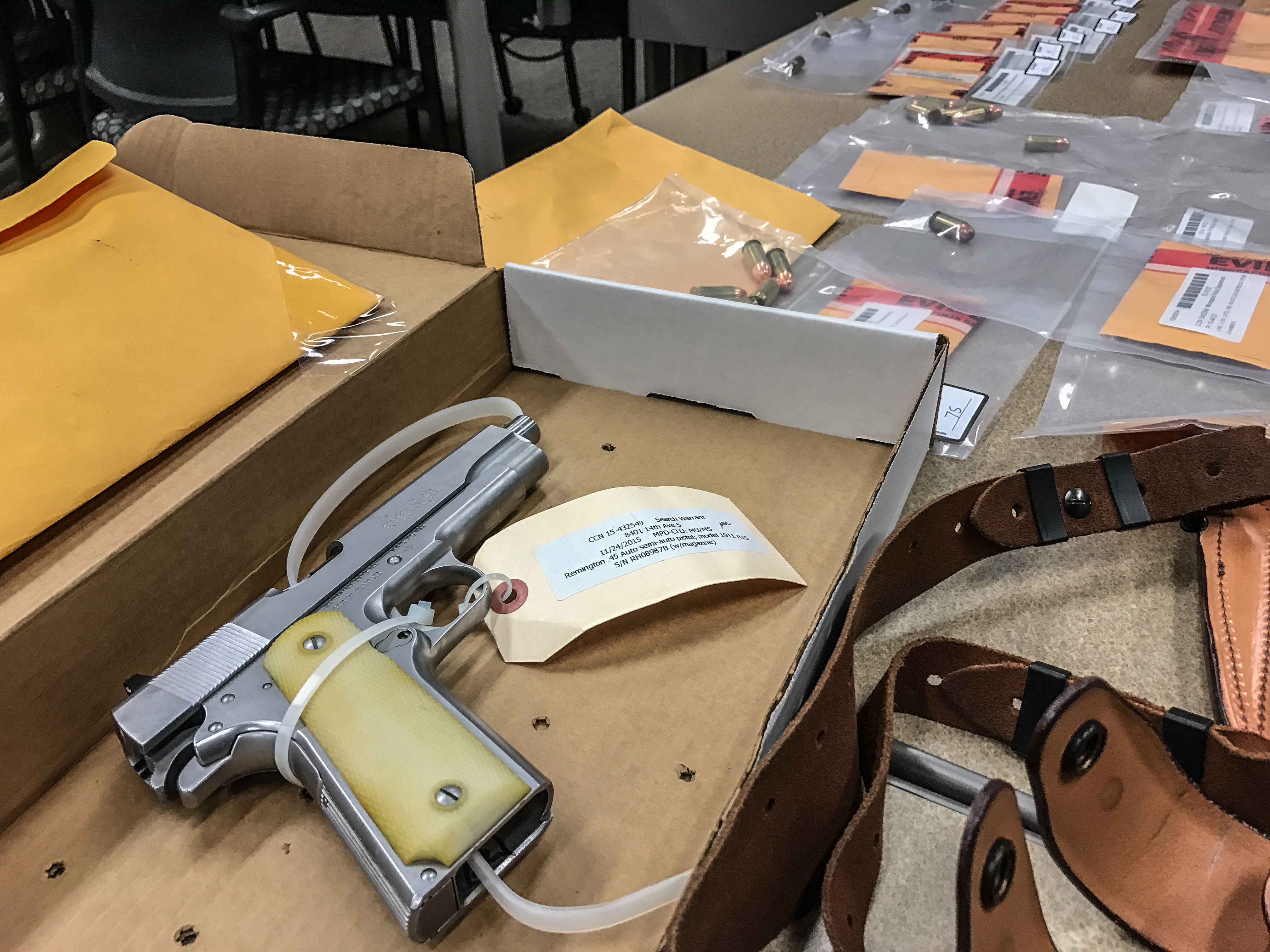
Sichergestellte Beweismittel vor Gericht

Die Beweismittelkette (englisch Chain of Evidence; produktionskettenbezogen auch englisch Chain of Custody) dokumentiert den Fluss von Spuren oder Spurträgern über mehrere Stationen bis zur Einbringung eines Beweismittels. Sie soll die Nachvollziehbarkeit und Prüfung der Authentizität und gegebenenfalls der Integrität ermöglichen. Die Beweismittelkette soll also sicherstellen, dass z. B. einem Gericht nur „originale“ Beweismittel vorgelegt werden, an denen keine Manipulationen stattgefunden haben. 
Von einer lückenlosen oder geschlossenen Beweismittelkette spricht man dann, wenn der Fluss und alle durchgeführten Handlungen, wie beispielsweise Übergaben, Versiegelungen, Kontrollen oder Analysen nach allgemein anerkanntem Verfahren durchgeführt und dokumentiert wurden. In der Praxis werden hierzu akkreditierte Labore beauftragt, deren Prozesse regelmäßig geprüft werden.